# 施瓦瑙島

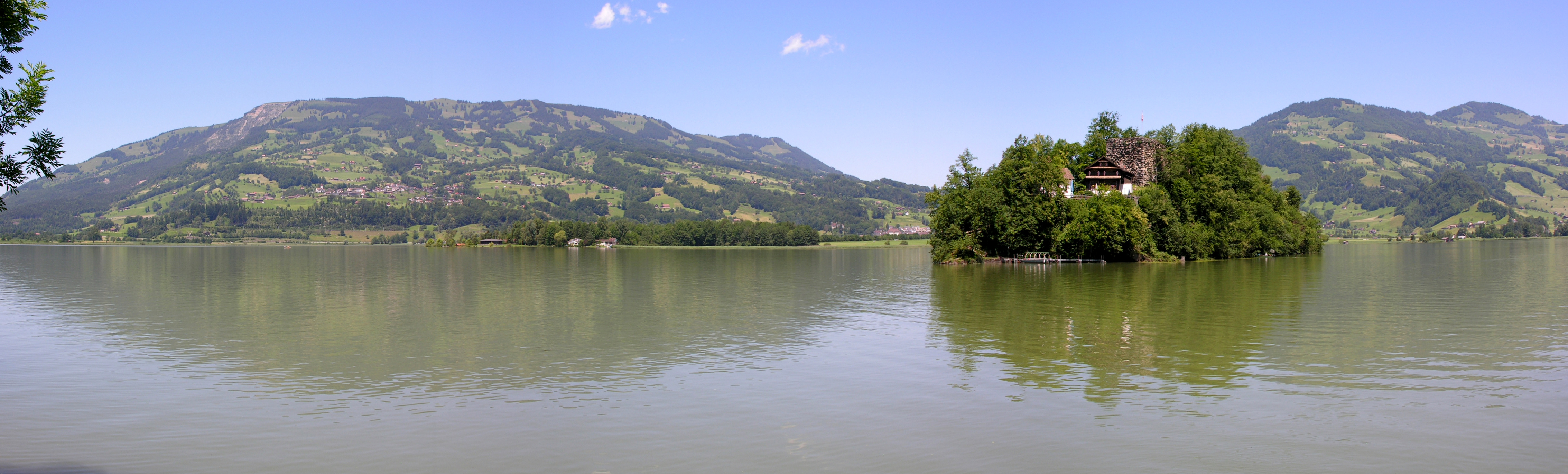

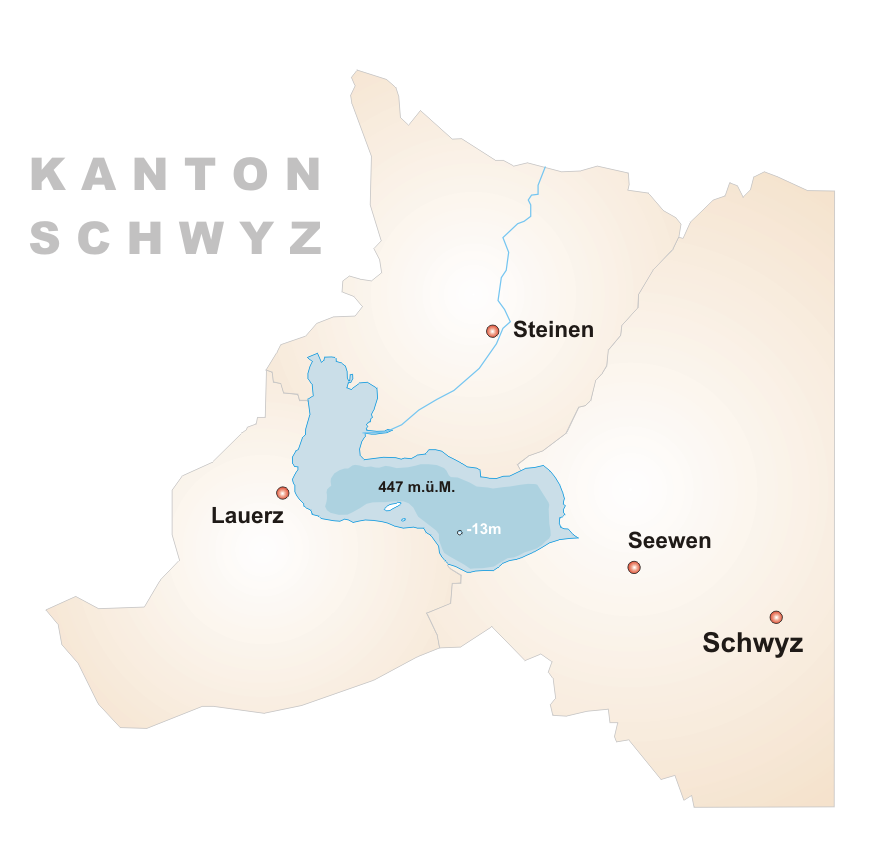

施瓦瑙島是瑞士的島嶼，位於勞瓦茲湖，由施維茨州負責管轄，長0.2公里、寬0.6公里，面積0.57公畝，該島自公元前3200年左右有人類居住，島上無人居住。